# Маријан Бадел
Маријан Бадел (Копривница, 3. јул 1920 — Света Јана, код Јастребарског, 22. јун 1944) био је учесник Народноослободилачке борбе и народни херој Југославије.

## Биографија
Рођен је 3. јула 1920. године у Копривници. Потиче из имућне трговачке породице. Његов отац Славко и стриц су, у непосредној близини Загреба, у Сесветама, основали фабрику алкохолних пића. Школу је учио у Загребу, а четврти разред гимназије и нижи течајни испит с успехом је положио 1934/35. у гимназији на острву Крк.
После тога се уписао у Трговачку академију у Загребу. Ту се определио за идеје револуционарног омладинског покрета. И поред школовања, био је присно везан с младим радницима у очевој и стричевој фабрици. С њима је друговао, покушавао им осигурати бољи положај, па је 1939. године био и организатор, иницијатор намераваног штрајка. Окупио је те раднике и око Народне помоћи, а једна од његових значајнијих акција било је скупљање и за преживеле интербригадисте из Југославије, који су се, послије завршеног рата у Шпанији, налазили у логорима у Француској.
У таквом ангажману Маријана је затекла и капитулација земље после Априлског рата. На позив Комунистичке партије, међу првима се укључио у акције на скупљању оружја, а затим и на окупљању бораца против окупатора и њихових помагача. Био је веза бораца Загребачко-сесветског одреда и загребачке партијске организације. Тада је постао и члан Комунистичке партије Хрватске. Често је одлазио у Загреб, извршавајући разне партијске задатке; на том послу био је неколико пута ухапшен. Увек га је из усташког затвора спашавало богатство његове породице, која је успела поткупити усташке официре.
У децембру 1941. године одлази на рад у Хрватско приморје; одатле у зиму 1942. године стиже у Горски Котар, где се укључује у партизански одред.
У октобру 1942. постаје борац Тринаесте пролетерске бригаде, која је носила име бригада "Раде Кончар". Ту се, међу другим борцима, истакао као одличан пушкомитраљезац; као активан скојевац, убрзо постаје руководилац СКОЈ-а у једном од батаљона те бригаде. Није био дуго у Горском Котару: због болести је упућен у Команду жумберачко-покупског подручја, у крај који је добро познавао.
На овом подручју, Бадел је радио најпре као политички комесар Туропољско-посавског одреда, а затим и комесар Оперативног штаба за Жумберак и Покупје. Организује и разне војничке акције - једна од таквих било је и разоружавање целе пука домобрана у селу Сопници.
Кад је, у јануару 1944. године, по наређењу штаба жумберачко-посавског сектора, формирана бригада "Фрањо Огулинац Сељо", по славном шпанском борцу и партизанском руководиоцу, Маријан Бадел постао је њен политички комесар. Учествовао је у нападима на непријатељска упоришта Голи Брег и Брезовица.
Истакао се и у окршају, који је за њега био последњи, кад је његова бригада водила битке на сектору Пљешивице и после тога проглашена ударном. Погинуо је код села Света Јана, 22. јуна 1944. године.
Указом Председништва Антифашистичког већа народног ослобођења Југославије (АВНОЈ), 6. јула 1944. године, међу првим борцима Народноослободилачке војске, проглашен је за народног хероја.